# ورزشگاه غدیر بیرجند
ورزشگاه غدیر بیرجند یک ورزشگاه چندمنظوره در بیرجند، ایران است.
این ورزشگاه که در سال ۱۳۸۵ شروع به ساخت شده در ۲ فروردین ۱۳۹۶ توسط مسعود سلطانی‌فر افتتاح شده و ظرفیت آن ۱۵٬۰۰۰ نفر می‌باشد.
ورزشگاه غدیر دارای ۱۴ هزار و ۶۰۲ مترمربع فضای سرپوشیده و ۴۶ هزار و ۷۷۸ متر مربع فضای روباز می‌باشد، همچنین این ورزشگاه دارای زمین چمن استاندارد به متراژ ۱۰ هزار مترمربع، پارکینگ، ۴ برج نوری ( این برج نوری دارای انواع مختلفی مانند تلسکوپی، استادیومی،هد ثابت و ... می باشد) و پیست دو و میدانی است.
این ورزشگاه بزرگ در جاده بیرجند-سربیشه ساخته شده است.
همچنین این ورزشگاه از ورزشگاه های بزرگ بیرجند است.